# 云南日报
《云南日报》，隶属于云南日报报业集团，是中国共产党云南省委员会机关报。

## 概述
1949年12月9日，卢汉宣告云南和平起义，接受中共中央和中央人民政府的领导。中共云南省工委派出严达夫等人迅速接管了原国民党《中央日报》、《民意日报》和《朝报》，改组了《平民日报》。1949年12月26日，由严达夫等筹组出版了《云南人民日报》。1950年2月20日，陈赓、宋任穷率解放军二野四兵团入昆明，随军南下的解放军西南服务团云南支队同时进城。云南支队第二大队第一中队是由原《北平解放报》为主，在南京建制的一支新闻专业队伍。入城后即与地下党会师，根据省委的决定，筹备出版《云南日报》。经过十多天的紧张工作，在昆明市军管会宣告成立的当天，《云南人民日报》停刊，《云南日报》创刊。
1950年3月4日创刊，其报头由毛泽东题名。1962年1月，报纸第一次改版，1963年3月9日，出版《云南农民报》。1976年2月1日，复刊。1967年3月，云南省军事管制委员会对报社全面军管。1968年8月《云南日报》以云南省革委会机关报名义出版。1971年，恢复为中共云南省委机关报。1989年12月26日，首次出版电子激光照像排版胶印的报纸。